# 李鼎新

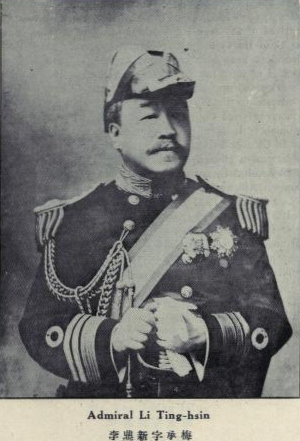
李鼎新

李鼎新（1861年—1930年）字承梅，福建省福州府侯官县人。中華民國海軍上將，曾任海軍總長。

## 生平

### 清末的活動
1881年（光緒7年），李鼎新毕业于馬尾船政局後学堂第4期駕駛（操舵）班。同年，赴英国留学，入格林威治皇家海军学院继续学习操舵。此外，他还在北海以及西印度群島实习。5年後，李鼎新归国，出任北洋海軍右翼中营遊擊。1889年（光緒15年），升任定遠艦署理副管駕。3年後，被任命为正式的副管駕。
甲午战争爆发後，李鼎新参加黄海海战，海軍提督丁汝昌在战斗中負傷。定遠艦管駕劉步蟾及副管駕李鼎新代为督战。翌年，北洋艦隊覆滅，清軍大敗，李鼎新提醒朝廷海軍改革的必要性。此後，他的海軍軍官职务被罷免。
1901年（光緒27年）11月，袁世凱就任直隷总督兼北洋大臣，李鼎新再度被任用。以後，历任海圻舰管带、山海关艦隊副司令。1911年（宣統3年）春，海軍部成立，李鼎新获授海軍正参領，署理軍法司司長。

### 北京政府的活動
中華民国成立後，李鼎新留在北京政府的海軍部，从参事一直升至海軍参謀長。1912年（民国元年）10月，获授海軍少将。12月，升任海軍总司令，获授海軍中将，驻扎上海。翌年，二次革命爆发，李鼎新奉袁世凱之命，击败了在上海起义的陳其美軍。因立下軍功，8月获加海軍上将銜。
1915年（民国4年）12月上旬，李鼎新下属的肇和艦策划反袁世凱的起义，获得有关情報察知此事的李鼎新成功鎮压了起义，但事件引起了袁世凯的不满，12月21日袁世凯令海军总司令李鼎新褫职留任，并且褫夺其上将衔海军中将。同月，袁世凯称帝，李鼎新和其他海军将领持异议，故未获得爵位，由此李鼎新对袁世凱怀恨在心。
袁世凯死后，黎元洪继任总统，6月16日，李鼎新恢复原官。当时国務总理段祺瑞未肯遵行《中华民国臨時約法》，让国会復会，25日，李鼎新竟在上海率海军第一舰队、练习舰队加入護国军，要求恢复约法和召开国会、成立內阁三事。29日，黎元洪命令召集国会。7月14日，军务院宣告撤消，李鼎新即于18日要求北京派员到上海商讨善后，因此薩鎮冰被派往上海接洽。8月15日，李鼎新宣布裁撤驻滬海军临时总司令部，舰艇各回本队，由所属司令管理，中央直接调遣。

### 升任海軍总長
1921年（民国10年）5月，靳雲鵬内閣成立，李鼎新被任命为海軍总長。在北京政府内的派閥斗争中，李鼎新成为直系的一員。
1922年，福建省在皖系徐樹錚的策划下，直系的福建督軍李厚基在驻馬尾的海军兵变中被扣留。因此李鼎新派上海的艦隊到福建省的直系地盤防衛。结果，李厚基被南方政府的許崇智战敗，被迫退出福建。1924年（民国13年）10月，第二次直奉战争爆发，直系敗北，李鼎新被迫去职。此後，李鼎新从政界及軍界完全引退。
1930年（民国19年），李鼎新在上海病逝。享年70岁。

## 來源參考
1. ↑   (PDF). 政府公報. 1916-06-17, (162號).
2. ↑  . 時事新報 (上海). 1916-06-20.
3. ↑  . 時事新報 (上海). 1916-06-26. 今率海軍將士，於六月二十五日加入護國軍……非俟恪遵元年約法、國會開會、正式內閣成立後，北京之命令，概不承受
4. ↑  . 神州日報 (上海). 1916-07-19.
5. ↑  . 申報 (上海). 1916-08-17.